# Ultimate Ultimate 1995
The Ultimate Ultimate（ジ・アルティメット・アルティメット、別名Ultimate Ultimate 1995、UFC 7.5）は、アメリカ合衆国の総合格闘技団体「UFC」の大会の一つ。1995年12月16日、コロラド州デンバーのマンモス・ガーデンで開催された。

## 大会概要
UFCの歴代のトーナメント優勝者・準優勝者が集った本大会では、ダン・スバーンがポール・ヴァレランス、タンク・アボット、オレッグ・タクタロフを降し、トーナメント優勝を果たした。
トーナメントの試合時間は1回戦が15分、準決勝が18分、決勝が27分で行われた。

## ルール改正
時間切れで決着がつかなかった場合に、ジャッジによる判定が初めて導入された。

## 試合結果

### リザーブマッチ
第1試合 Ultimate Ultimate '95トーナメント リザーブマッチ 10分1R
○  ジョー・チャールズ vs.  スコット・ビーザック ×
1R 4:38 アームロック
※チャールズがトーナメントリザーブ権獲得
第2試合 Ultimate Ultimate '95トーナメント リザーブマッチ 10分1R
○  マーク・ホール vs.  トレント・ジェンキンス ×
1R 5:29 アームロック
※ホールがトーナメントリザーブ権獲得

### トーナメント1回戦
第3試合 Ultimate Ultimate '95トーナメント 1回戦 15分1R
○  タンク・アボット vs.  スティーブ・ジェナム ×
1R 1:14 ネックロック
※アボットが準決勝進出
第4試合 Ultimate Ultimate '95トーナメント 1回戦 15分1R
○  ダン・スバーン vs.  ポール・ヴァレランス ×
1R 1:40 肩固め
※スバーンが準決勝進出
第5試合 Ultimate Ultimate '95トーナメント 1回戦 15分1R
○  マルコ・ファス vs.  キース・ハックニー ×
1R 2:39 チョークスリーパー
※ファスが準決勝進出
第6試合 Ultimate Ultimate '95トーナメント 1回戦 15分1R
○  オレッグ・タクタロフ vs.  デイブ・ベネトゥー ×
1R 1:15 アキレス腱固め
※タクタロフが準決勝進出

### トーナメント準決勝
第7試合 Ultimate Ultimate '95トーナメント 準決勝 18分1R
○  ダン・スバーン vs.  タンク・アボット ×
1R終了 判定3-0
※スバーンが決勝進出
第8試合 Ultimate Ultimate '95トーナメント 準決勝 18分1R
○  オレッグ・タクタロフ vs.  マルコ・ファス ×
1R終了 判定3-0
※タクタロフが決勝進出

### トーナメント決勝戦
第9試合 Ultimate Ultimate '95トーナメント 決勝戦 27分1R、延長3分
○  ダン・スバーン vs.  オレッグ・タクタロフ ×
延長R終了 判定3-0
※スバーンがトーナメント優勝